# 沃利翁峰
46°41′05″N 06°21′00″E / 46.68472°N 6.35000°E

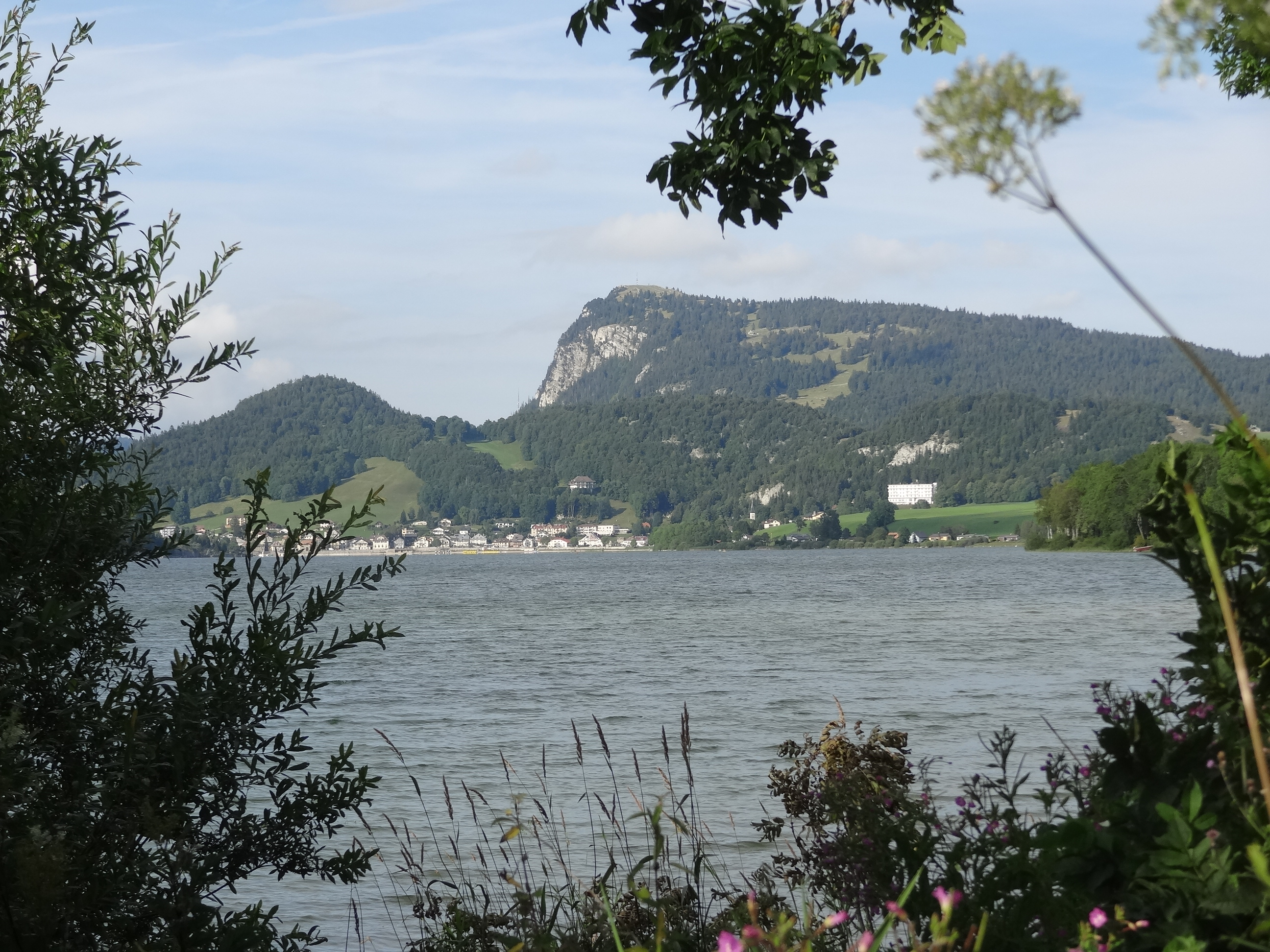

沃利翁峰（Dent de Vaulion），是瑞士的山峰，位於該國西部，由沃州負責管轄，屬於汝拉山的一部分，俯瞰汝湖，海拔高度為1,483米，山體由石灰岩組成。